# 北会津町本田
北会津町本田（きたあいづまち ほんだ）は、福島県会津若松市の大字である。郵便番号は965-0129。

## 地理
会津若松市北西部の北会津地区（旧北会津郡北会津村域）に属する。北で北会津町宮ノ下、北東で北会津町安良田、東で北会津町下荒井、南東で北会津町鷺林、南西角で北会津町宮袋、西で北会津町十二所、北西で大沼郡会津美里町新屋敷とそれぞれ隣接する。概ね町村制施行以前の北会津郡新庄村域のうち、旧本多村の流れを汲む地域である。北会津地区北西端部に位置し、一級水系阿賀野川水系宮川右岸流域の一角を範囲とする。中央部を福島県道59号会津若松三島線が東西に横断する。域内全域にわたり水田が広がり、中央部の字本田中村や村間、西川原周辺に集落が位置する。北会津地区の他大字と同様に集落がある区画のほとんどは「字」以降を付けず大字に直接番地が続く住所表記がなされる。 

### 主な字
字
- 石田
- 小祖山
- 上川前
- 銀山道上
- 銀山道下

- 台ノ上
- 中村
- 西川原
- 番田
- 蛭田

- 古屋敷
- 堀込
- 村間

## 歴史
- 1875年8月12日 - 十二所新田村と本多村が統合され新庄村が発足する。
- 1879年1月27日 - 新庄村が福島県内における郡区町村制の施行により北会津郡の村となる。
- 1889年4月1日 - 町村制の施行により新庄村が周辺4村と合併し舘ノ内村が発足する。旧新庄村域は舘ノ内村大字新庄となる。
- 1953年4月1日 - 舘ノ内村が荒井村と合併して荒舘村が発足し、荒舘村の大字となる。
- 1956年5月1日 - 荒舘村が川南村と合併して北会津村が発足し、北会津村の大字となる。
- 2004年11月1日 - 北会津村が会津若松市に編入され会津若松市の大字となるのに伴い、大字新庄のうち字中村甲の一部、中村、台ノ上、台ノ上甲、村間、村間甲、小祖山、小祖山甲、石田、銀山道下、銀山道上、蛭田、掘込、掘込甲、西川原、西川原甲、古屋敷、番田、上川前が北会津町本田へと変更される。

## 世帯数と人口
2024年1月1日現在の世帯数と人口は以下の通りである。
| 大字         | 世帯数 | 人口  |
| ------------ | ------ | ----- |
| 北会津町本田 | 59世帯 | 157人 |

## 小・中学校の学区
市立小・中学校に通う場合、学区は以下の通りとなる。
| 番地 | 小学校                 | 中学校                   |
| ---- | ---------------------- | ------------------------ |
| 全域 | 会津若松市立荒舘小学校 | 会津若松市立北会津中学校 |

## 交通

### 道路
- 福島県道59号会津若松三島線
- 幹線一級市道32号

## 施設
- 本田多目的集会施設
- 古峰神社
- 新庄公園